# Plankinton
Plankinton es una ciudad ubicada en el condado de Aurora en el estado estadounidense de Dakota del Sur. En el Censo de 2010 tenía una población de 707 habitantes y una densidad poblacional de 361,56 personas por km².

## Geografía
Plankinton se encuentra ubicada en las coordenadas 43°42′56″N 98°29′1″O / 43.71556, -98.48361. Según la Oficina del Censo de los Estados Unidos, Plankinton tiene una superficie total de 1.96 km², de la cual 1.96 km² corresponden a tierra firme y (0%) 0 km² es agua.

## Demografía
Según el censo de 2010, había 707 personas residiendo en Plankinton. La densidad de población era de 361,56 hab./km². De los 707 habitantes, Plankinton estaba compuesto por el 92.79% blancos, el 0.71% eran afroamericanos, el 0.42% eran amerindios, el 0% eran asiáticos, el 0% eran isleños del Pacífico, el 5.8% eran de otras razas y el 0.28% pertenecían a dos o más razas. Del total de la población el 10.18% eran hispanos o latinos de cualquier raza.